# Foi Bom pra Você?
Foi Bom pra Você? é o álbum de estreia da banda brasileira de rock Velhas Virgens, lançado em outubro de 1994 e produzido por Paulo Anhaia.
Com várias canções humorísticas, o trabalho traz características nativas da banda: as letras escrachadas, tratando basicamente de mulheres, cerveja e rock. A sonoridade do disco voltou-se ao rock clássico e blues, contendo músicas como "Minha Vida é o Rock'n'Roll" (cover do Made in Brazil), "Cerveja na Veia", "Só para te Comer", "Excesso de Quórum" e "De Bar em Bar Pela Noite", essa com a participação de Marcelo Nova.

## Faixas
1. "Só Pra Te Comer"
2. "Vamos Beber"
3. "De Bar Em Bar Pela Noite"  (participação de Marcelo Nova)
4. "Blues a Perigo"
5. "Excesso de Quórum"  (participação de Pit Passarell)
6. "Quanto Mais Quente Melhor"
7. "Morena Lúcifer"
8. "Cerveja na Veia"  (participação de Eduardo Araújo)
9. "O que É que a Gente Quer?"
10. "Minha Vida É o Rock'n'Roll"
11. "What You Said?"
12. "A Gang"
13. "Maldita Ressaca"
14. "Essa Tal de Tequila" (versão em espanhol) (disponível na versão remasterizada)

## Formação
- Paulão de Carvalho - voz, baixo, gaita e saxofone
- Alexandre "Cavalo" Dias - guitarra, baixo e backing vocal
- Caio "The Kid" Andrade - guitarra
- Mário Sérgio "Lips Like Sugar" Freire - bateria